# モスタル
モスタル（ボスニア語: Mostar、クロアチア語: Mostar、セルビア語: Мостар）  は、ボスニア・ヘルツェゴビナの都市およびそれを中心とした基礎自治体で同国を構成する構成体のうちボスニア・ヘルツェゴビナ連邦に属する。また、ヘルツェゴビナ・ネレトヴァ県の県都 でヘルツェゴビナ地方 では最大の中心都市である。ボスニア・ヘルツェゴビナでは5番目に大きな都市で、市内をネレトヴァ川が流れている。ボスニア・ヘルツェゴビナ紛争期には事実上独立したヘルツェグ＝ボスナ・クロアチア人共和国の首都と定められていた。ただし政治情勢によって、事実上の首都はモスタル近郊のグルデであった。

## 歴史
今日、モスタルには新石器時代、青銅器時代、鉄器時代など先史時代より広く人が生活していた跡が確認されている。もっとも古い集落はブナ川上の泉の洞窟であった。鉄器時代には農業や牧畜も発展し、周辺地域との交易が行われていた。また、ローマ化以前のイリュリア人の生活の跡も残されており、墓地や要塞の跡も見つかっている。ローマ以前の人が住んでいた洞窟や、貨幣、武器なども残されていた。ローマ時代この地域は属州ダルマチアに含まれていた。モスタル周辺では初期キリスト教のバシリカが3つ発見されている。その中でも5世紀から6世紀に遡るシムバシリカ (en) はボスニア・ヘルツェゴビナの文化財となっておりこの地域にキリスト教が広がっていたことを示している。ローマ帝国崩壊後は、スラヴ人がやって来るようになる。

### 中世
中世初期、モスタル周辺はザクルミア (en) またはザフムリェと呼ばれる公国の領域に含まれていた。ザフムリェは自治に関しフランク王国の影響を強く受けていたが、ザフムリェ公ミハイロ・ヴィシェヴィッチ (en) （Michael Višević 910 - 950）の時期には確実な自治を得ていた。13世紀になるとザフムリェは一時的にネマニッチ朝に吸収される。14世紀に入り1320年代になると、ザフムリェはボスニア王国の一部となる。14世紀から15世紀にかけフムの君主は力があった。その中のスチェパン・ヴクチッチ公 (en) がモスタル近郊のブラガイに居住し、1448年にヘルツェグの称号を得ている。ヘルツェグの称号は聖サヴァ公国 (en) や聖サヴァに関連したものとされ、今日のヘルツェゴビナ、ヘルツェグ・ノヴィなどの地名とも関連する。モスタルの成立に関連して、おそらくスチェパン公時代の1440年代に2つの塔と要塞が築かれた。右岸に築かれた要塞はタラ（Tara）と呼ばれ、左岸はヘレビヤ（Helebija）と呼ばれていた。ヘレツグサ塔はタラ塔の隣に築かれた。塔は防御のために築かれ、以前からある木製の吊り橋も引き続いて使われた。これも、スチェパン公の時代に築かれている。アルファンソ5世の特許状にも間接的に言及されていた。居住地としてモスタルが最初に文書に記録されたのは1452年4月3日からで、ドゥブロヴニク出身者がジョルジェ・ブランコビッチ(Đorđe Branković)に仕えていた同郷者に手紙を記した時、ヴラディスラヴ・ヘルツェゴヴィッチ(Vladislav Hercegović)が彼の父親であるスティパン公に抵抗し、ブラガイ(Blagaj)の町や2つの要塞、ネレトヴァの橋(“Duo Castelli al ponte de Neretua.”)を含む他の場所を占領したと述べている。

### オスマン支配期
モスタルの名称が最初に表れたのはオスマントルコによる1468年から1469年の調査で、ネレトヴァ川河畔にあった村の2つの塔を言及したもので、ラグーサ共和国議会の文書により1474年明らかになった。モスタルの地名は実在した市場から左岸に向けて架かっていた木製の橋を守る「橋の番人」を意味するモスタリ（mostari）から来ているとされている。オスマン帝国がモスタルを支配し始めたのは1468年頃とされ、35人のオスマン兵が滞在し土地は分割され住民は農奴にされた。モスタルはオスマン帝国の支配下に入ると 居住地の都市化が始まるが、最初はカディルク（カーディー）と呼ばれる法・行政管区の中心として整備された。この時以来、モスタルは鉱物資源が豊富な中央ボスニアからアドリア海への交易ルートの中継地として発展し、ネレトヴァ川右岸の居住地の広がりをみせた。オリエンタル支配については記されていないが、町は市場であるチャルシア(čaršija)や手工業、商業中心地とマハラ(近隣住区)や住宅地区の2つの異なった地区に組織された。1468年、モスタルはトルコ語で橋のそばの要塞を意味するキョプリュヒサール(Köprühisar)の名を得ており、当時中心部には15軒の住居があった。16世紀、ネレトヴァ川を渡る重要な交通路であることからネレトヴァサンジャクの首府となり、ヘルツェゴビナ地域の行政の中心都市となった。現在に至るまでモスタルの象徴的な存在であるスタリ・モストは1566年には木製の橋から石橋に代わり、建築家ミマール・スィナンの門下生であったミマール・ハイルッディンにより造られオスマン時代の重要な建築物の一つとなっている。スタリ・モストは全長28m、高さ20mを誇り当時直ぐに驚嘆する物となった。著名なオスマンの旅行家エヴリヤ・チェレビは17世紀に「橋は一方の崖から他の崖へ延び、空まで舞い上がる虹のようだ・・・。私はアッラーの一人の貧しく惨めな従属者に過ぎず、16カ国も巡ったが今までこのような高い橋は見たことがない。橋は空と同じような高さを岩から岩へ架けられている。」と記している。
16世紀から17世紀にかけ急速に町は発展し、この間モスタルの人口は10,000人に達した。町は典型的なオスマン帝国の町として通りや近隣が開発された。旧市街は一番古くモスタルを表す橋に次いで最も重要な物で、ネレトヴァ川の両側に広がる。興味深い記録として17世紀から18世紀初期にはモスタルには24のモスクと22のマハラがあった。オスマン様式の町の発展は17世紀後半から18世紀初期にはピークを迎え、オスマンの支配力も19世紀半ばには衰えていき、これに代わってキリスト教が主要な役割を担うようになってきた。宗教の寛容から町でのキリスト教の宗教施設やコミュニティの建設が受け入れられた。もっとも古い正教の教会は1834年に町の東側の山の斜面に建てられている。その後、カトリックも自らのスペースを確保している。

### 近世・近現代
1878年から第一次世界大戦後の1918年までモスタルはオーストリア・ハンガリー帝国の支配下にあった。1881年にはモスタル・ドゥヴノ司教管轄区の中心地となり、1939年にはユーゴスラビア王国のクロアチア自治州の一部となっている。第二次世界大戦時、モスタルはナチスの傀儡政権であるクロアチア独立国の重要都市でもあった。第二次世界大戦後、モスタルはユーゴスラビア社会主義連邦共和国の下、工業都市として開発が進められプラスティック、タバコ、ボーキサイト、ワイン、飛行機、アルミニュウム製品が製造されグラボヴィツァ(Grabovica)、サラコヴァツ(Salakovac)、モスタルなどのダムがネレトヴァ川に建設され水力発電が行われている。モスタルはこの間ユーゴスラビアの著名な工業、観光の中心都市であった。

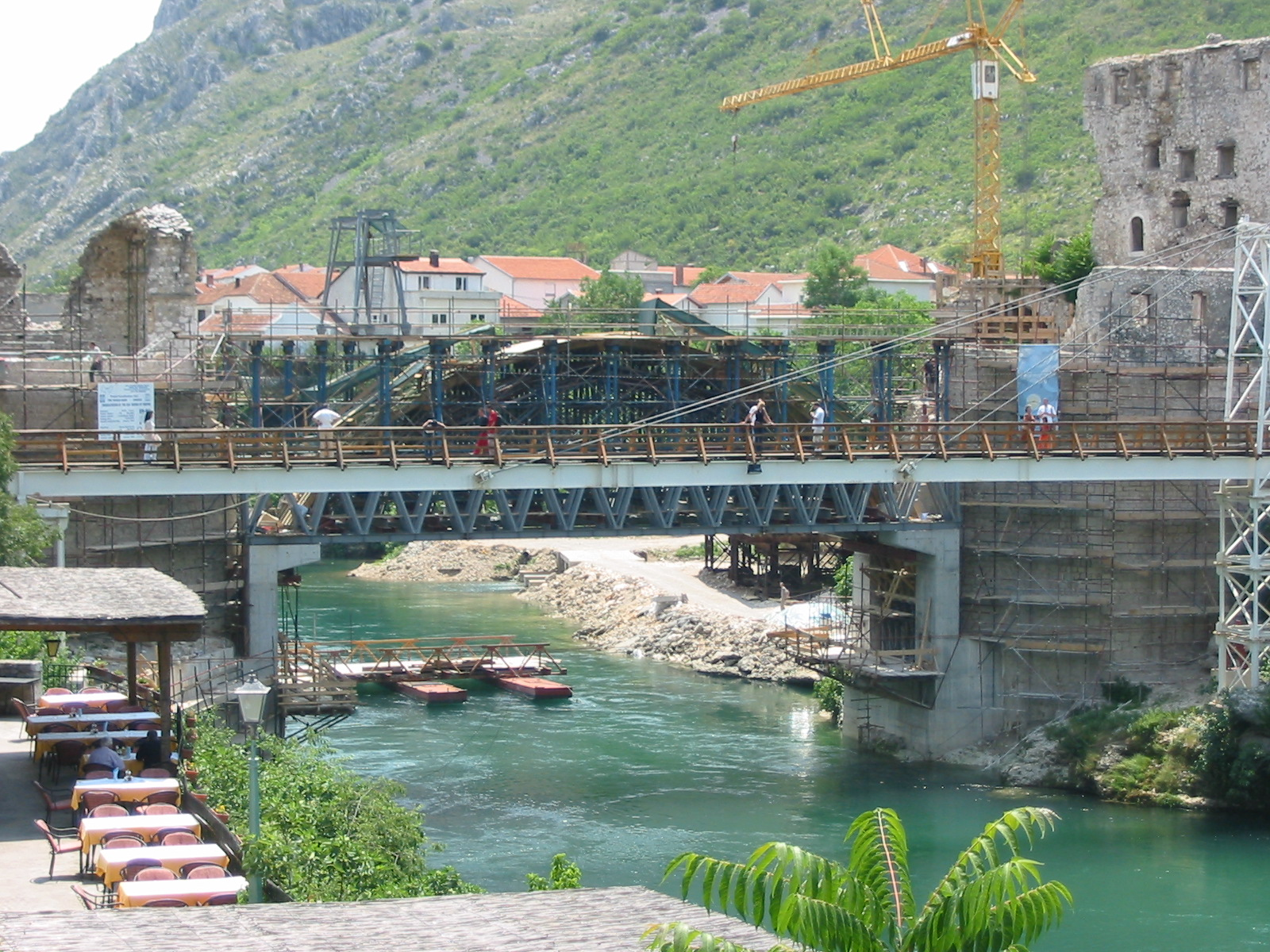
再建中のスタリ・モスト 2003年6月

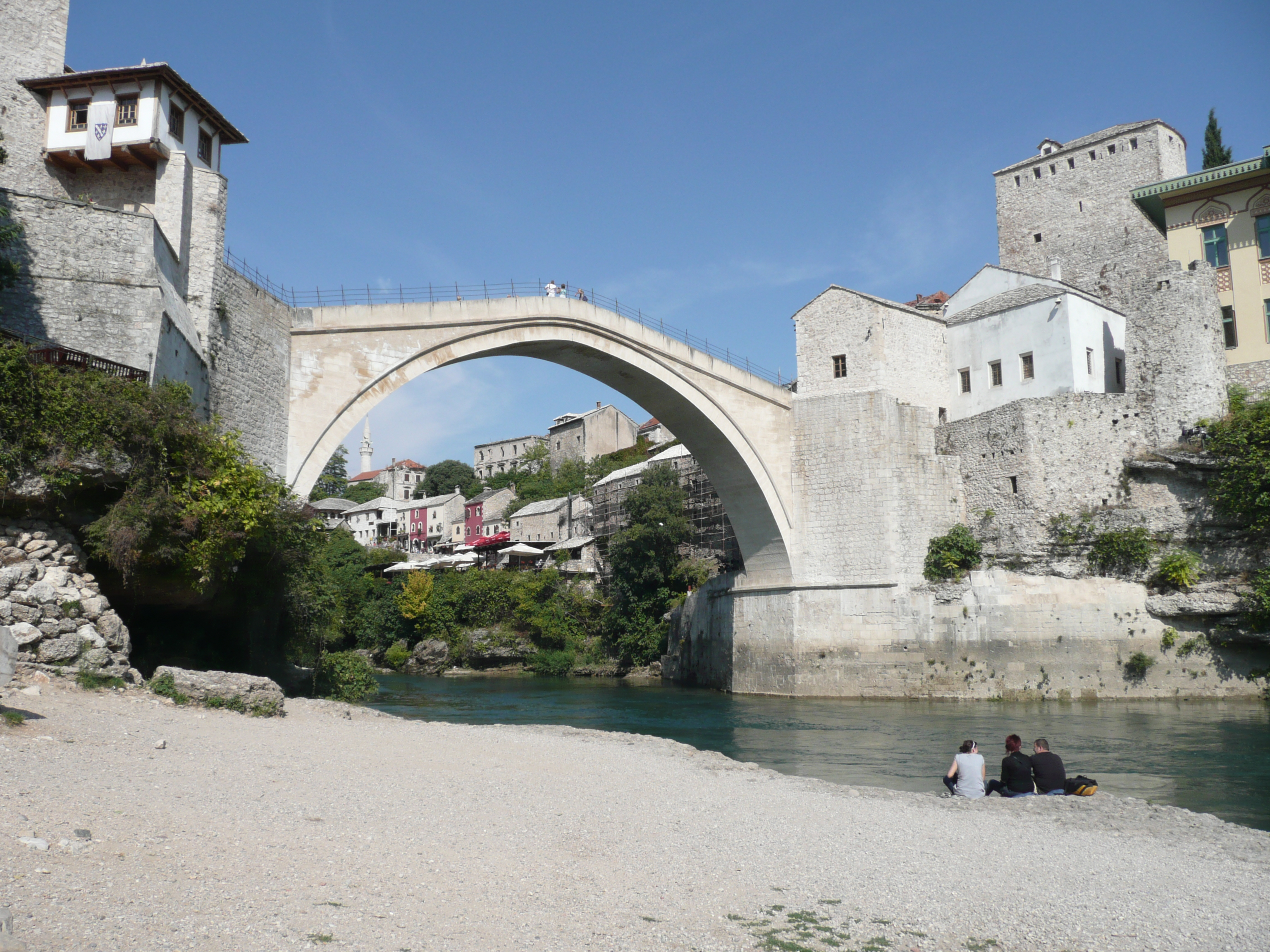
再建後のスタリ・モスト 2008年9月

### ボスニア・ヘルツェゴビナ紛争
ボスニア・ヘルツェゴビナによるユーゴスラビアからの独立宣言後の1992年から1993年にかけ18か月間、包囲下にあった。ユーゴスラビア人民軍 (JNA) が最初にモスタルを爆撃したのは1992年4月3日で、続いて徐々に町を支配下に置いていった。1992年6月12日、クロアチア防衛評議会 (HVO) はJNAをモスタルから追いやる十分な力を集めた。JNAは報復として砲撃を行い、フランシスコ会修道院やカトリックの大聖堂、5万冊の蔵書がある図書館を含む司教宮殿、カラドジョズ・ベイモスク (Karadžoz-bey) や他の13のモスクを破壊している。1992年6月半ばには戦線は東側に移動し、HVOはセルビア正教会のジトミスリッツ修道院や1863年から1873年にかけ建てられた正教の至聖三者大聖堂（Саборна црква Св. Тројице、通称「正教の古い大聖堂」）、生神女誕生聖堂（Црква Рођења Пресвете Богородице/Crkva Rođenja Presvete Bogorodice、通称「正教の新しい聖堂」）など19世紀中頃以来の建物を破壊している。ボスニア・ヘルツェゴビナ閣僚理事会の議長であるニコラ・シュピリッチ (Nikola Špirić) によれば、2008年春に大聖堂は再建を開始するとされ、チャールズ3世（当時皇太子）も資金を拠出している。1991年11月18日、クロアチア民主同盟 (HDZ) のボスニア・ヘルツェゴビナの姉妹政党であるHDZ BiHはヘルツェグ＝ボスナ・クロアチア人共和国の存在を宣言し、政治、文化、経済、領土のすべてのボスニア・ヘルツェゴビナからの分離を宣言している。モスタルは東西に分断され、西側はクロアチア勢力が、東側はボスニア・ヘルツェゴビナ共和国の軍が集まりそれぞれ支配することになった。1993年11月8日には両勢力の対峙により、クロアチア勢力側によりスタリ・モストは破壊されている。紛争後、旧ユーゴスラビア国際戦犯法廷 (ICYT) はヘルツェグ＝ボスナ・クロアチア人共和国の指導者を人道に反する罪やスタリ・モストの破壊を含め他の戦時中の犯罪に対して訴追している。

### 紛争終結後
ボスニア・ヘルツェゴビナ紛争終結の1995年以降、モスタルの復興は急速に進むこととなった。紛争で廃墟となった場所には新たに住宅やショッピングセンターなどが整備されている。モスタルは欧州連合の監視団による直接的な監視の下、各選挙が行われ民族間の調停や都市の政治的な統制が考えられた。また、復興には1,500万ドル以上が使われている。破壊されたスタリ・モストや周辺の歴史的な建物の再建も1999年には開始され、2004年にはほとんど完成している。復興にはスペイン、アメリカ、トルコ、オランダ、クロアチアが資金援助を行っている。グランドオープンは2004年7月23日に厳重な警戒の下執り行われた。
スタリ・モストの再建と並行してアガ・ハーン文化財団(AKTC)とワールド・モニュメント財団(WFMN)は5年間で歴史的なモスタルを再建、復興する努力を引き受けている。
モスタル旧市街の復興がない限り、橋の復興だけでは意味が欠けることが早い段階から理解され、歴史的なモスタル特にスタリ・モスト周辺の再建を助ける為の旧市街の保存スキームや個々の再建計画が形作られた。プロジェクトの結果、計画に基づき復興された旧市街の建築物群の運営や維持、文化、観光地としてのモスタルの広報を行うなど重要な役割を担うスタリ・グラードエージェンシー(Stari Grad Agency)が設立された。公式にはスタリグラードエージェンシーは橋の開業式典と同時に業務を開始している。
2005年7月、ユネスコはスタリ・モストとその周辺を世界遺産に登録している。

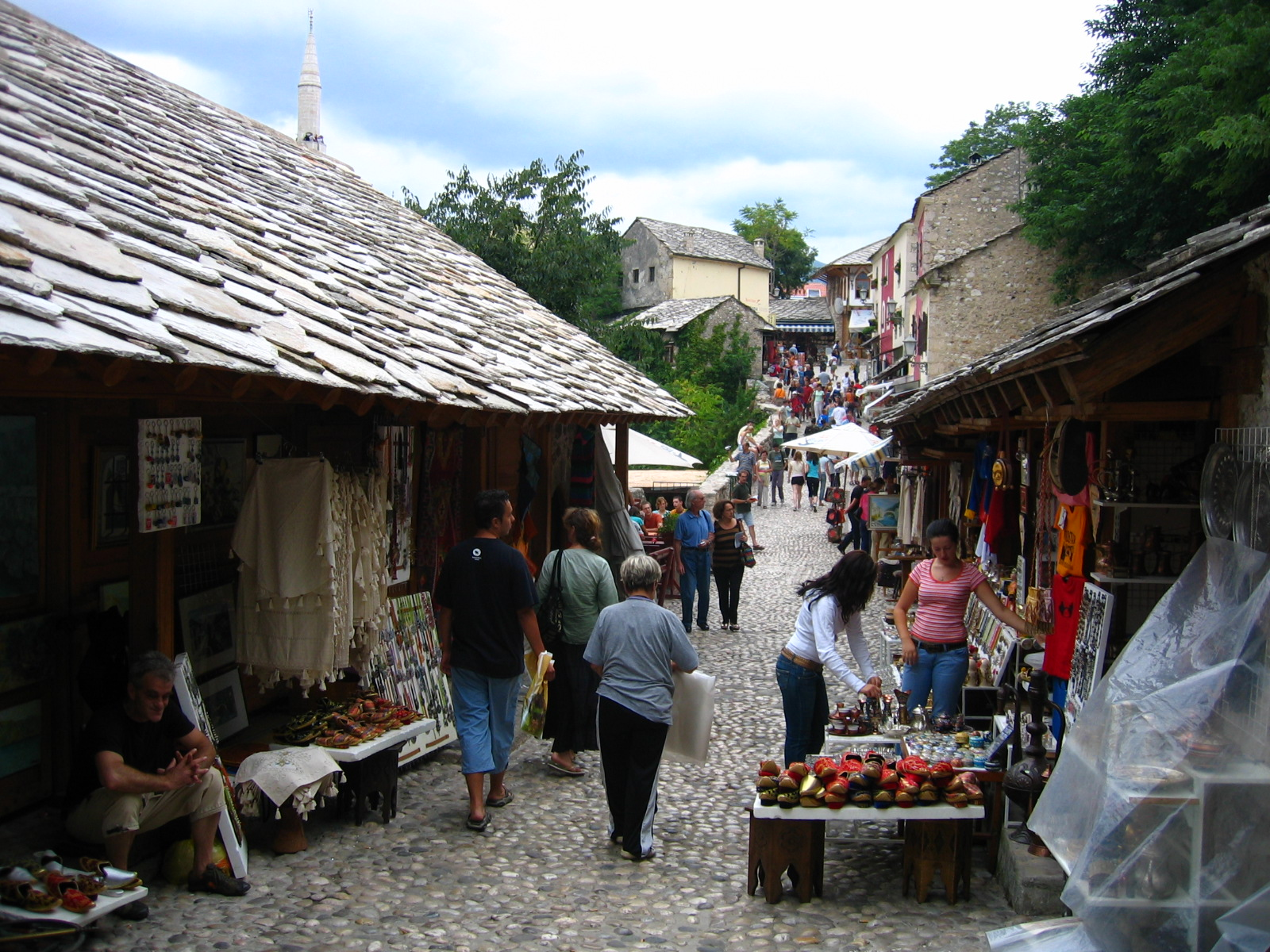
旧市街

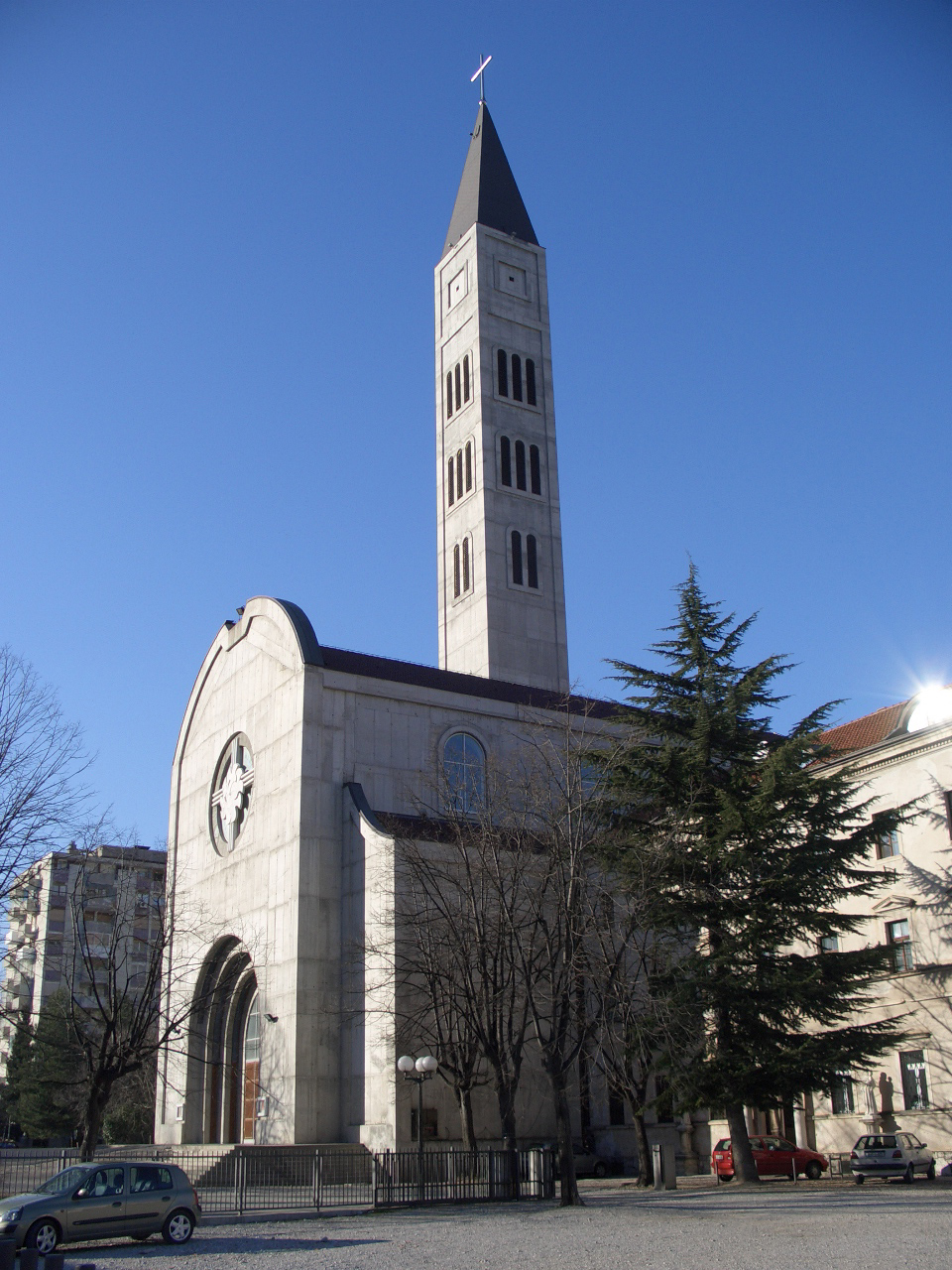
聖ペーター教会

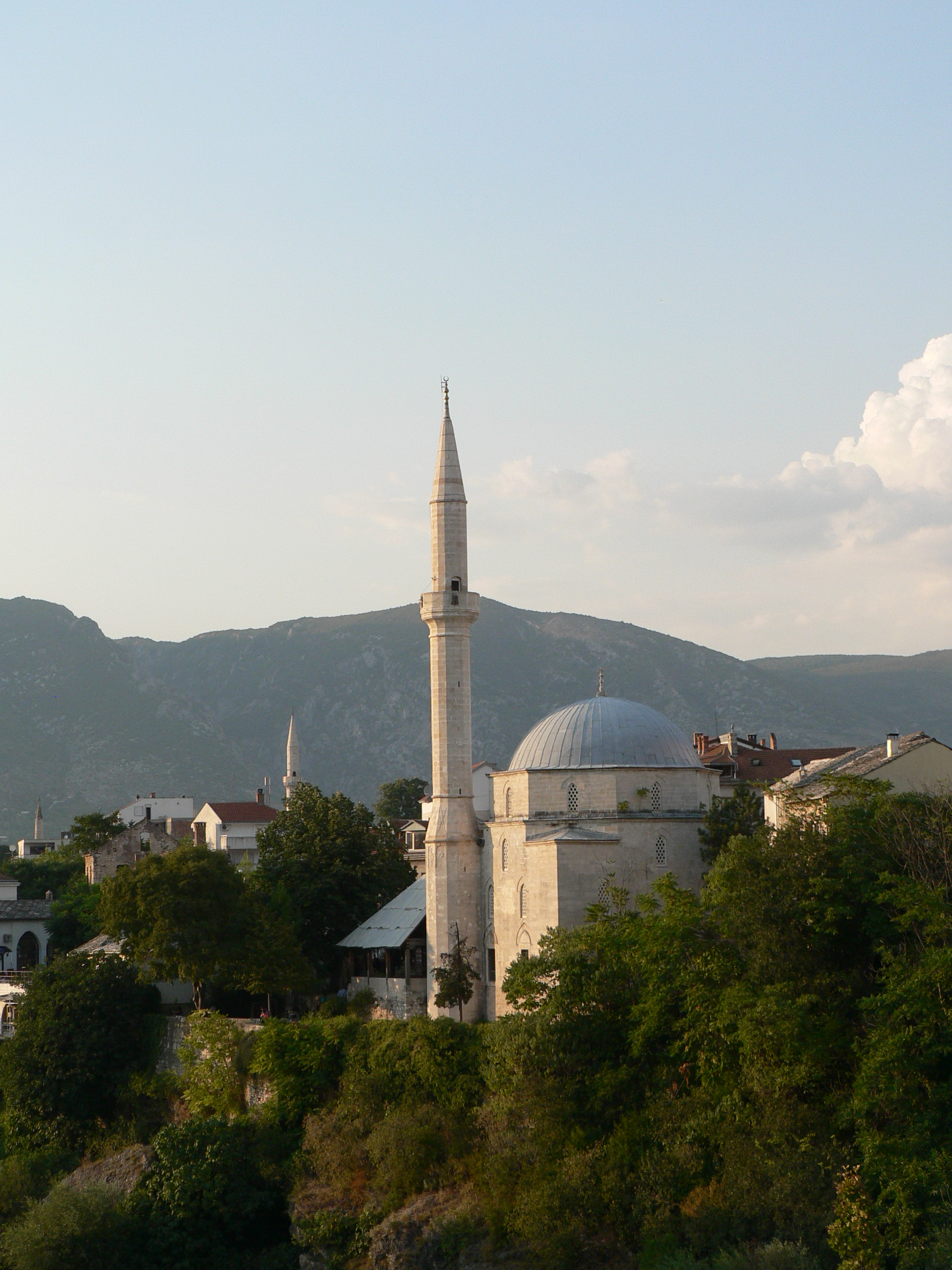
コスキ・メフメッドパサモスク

## 地理
モスタルはボスニア・ヘルツェゴビナ南部に位置し、より限定的にはヘルツェゴビナ中部に位置する。モスタル都市圏はヘルツェゴビナ地方の地理的な中心で峡谷の中心をネレトヴァ川が流れ「ネレトヴァ川の町」 "grad na rijeci Neretvi"として知られている。
デイトン合意以前の自治体を含めたモスタル都市圏は3つの盆地で構成され、北側のビイェロ・ポリェ（Bijelo polje）は北郊を構成し、中央部のモスタル谷（mostarska kotlina）はモスタル市街と西郊で構成されている。南側のビシュチェ・ポリェ（Bišće polje）は南郊とモスタルの工業地域を構成している。ビシュチェ・ポリェは多くの地図ではモスタルスカ・ポリェ（Mostarsko polje）の名称が使われている。市街地は標高60〜80mの場所に位置し 、周辺部にはヴェレズ山地とディナル・アルプス山脈の一部であるペルニ山地がある。また、モスタルやヘルツェゴビナの他の町は岩が多い。モスタルにはネレトヴァ川以外にラトボリャ川、近隣にはブナ川、ブニツァ川、ヤセニツァ川が流れている。

### 気候
モスタルの地中海性気候に含まれ穏やかな気候であるが冬は寒くとても暑い夏が訪れ、45℃の最高気温を記録したこともありユーゴスラビア一暑い都市で現在のボスニア・ヘルツェゴビナでも一番暑い都市である。秋から冬にかけてはとても雨が多いが夏は雨が少ない。雪が少ない土地で15日以上の降雪日を記録したのは1955年、1956年、1963年（23日）、1984年、1985年（27日）、2004年、2005年である。もっとも強い冬のシーズンの一つは1971年で、当時37cmの降雪を記録した。記憶に残る厳しい冬は1929年、1940年、1956年である。2012年2月4日にはモスタルは完全に封鎖され吹雪が60時間も続き、交通は混乱し市民生活は麻痺に陥り、ボスニア・ヘルツェゴビナ政府は自然災害の宣言を行った。翌日の2月5日には88cmの積雪を記録し、モスタルの観測史上初であった。
2009年7月17日にモスタルでは夜間に最低気温が29.3℃以下に下がらない記録を連邦水文気象機関が記録しており、1893年以来の記録であった。 2011年9月はヨーロッパでも最も暑い都市の一つとなり過去65年間ではもっとも暑い9月であったと宣言されたが、1987年9月15日も同様に40.6℃に達する高温であった。 ここ10年のモスタルの気候は顕著に変わって来ており、乾燥した天気や我慢出来ない暑い夏、自然災害も発生している。
| モスタルの気候                               | モスタルの気候 | モスタルの気候 | モスタルの気候 | モスタルの気候 | モスタルの気候 | モスタルの気候 | モスタルの気候 | モスタルの気候 | モスタルの気候 | モスタルの気候 | モスタルの気候 | モスタルの気候 | モスタルの気候 |
| 月                                           | 1月            | 2月            | 3月            | 4月            | 5月            | 6月            | 7月            | 8月            | 9月            | 10月           | 11月           | 12月           | 年             |
| -------------------------------------------- | -------------- | -------------- | -------------- | -------------- | -------------- | -------------- | -------------- | -------------- | -------------- | -------------- | -------------- | -------------- | -------------- |
| 平均最高気温 °C （°F）                       | 8.4 (47.1)     | 10.8 (51.4)    | 14.6 (58.3)    | 19.0 (66.2)    | 24.0 (75.2)    | 27.6 (81.7)    | 31.1 (88)      | 30.8 (87.4)    | 26.9 (80.4)    | 21.0 (69.8)    | 14.5 (58.1)    | 9.7 (49.5)     | 19.87 (67.76)  |
| 平均最低気温 °C （°F）                       | 1.9 (35.4)     | 3.2 (37.8)     | 5.4 (41.7)     | 8.4 (47.1)     | 12.5 (54.5)    | 15.8 (60.4)    | 18.6 (65.5)    | 18.4 (65.1)    | 15.3 (59.5)    | 11.2 (52.2)    | 6.7 (44.1)     | 3.3 (37.9)     | 10.06 (50.1)   |
| 降水量 mm （inch）                           | 165 (6.5)      | 151 (5.94)     | 150 (5.91)     | 127 (5)        | 102 (4.02)     | 78 (3.07)      | 43 (1.69)      | 74 (2.91)      | 96 (3.78)      | 151 (5.94)     | 200 (7.87)     | 179 (7.05)     | 1,516 (59.68)  |
| 平均降水日数                                 | 13             | 12             | 12             | 13             | 12             | 12             | 7              | 8              | 8              | 11             | 13             | 13             | 134            |
| 出典：World Meteorological Organisation (UN) |                |                |                |                |                |                |                |                |                |                |                |                |                |

## 行政
市議会は市長の公務を監督する役割を担い、議員は市民の代表である。市議会は一院制で35名の議員で構成され、議長が1名、代理が2名おりこれらも議員である。モスタルには税務、都市計画、経済、文化、教育、議会を支援する部局など17の部門により行政サービスが担われており、自治体内には6つの支所がある。 2008年10月5日にボスニア・ヘルツェゴビナでは自治体の選挙が行われ、モスタルではHDZ BiHが多くの得票を得たが、選挙では市長不在の問題が解決されず440日間も市長が居ない状態が続いた。この間、17回も市長を議会の中から選ぶことが試みられたがいずれも上手く行かなかった。モスタルでは市長を市民の直接投票で選ばず議会の中で三分の二以上の得票を得た議員が市長に就任する。原因の１つにはモスタルに定められた法令が上げられている。 ボスニア・ヘルツェゴビナ上級代表の介入によってモスタル市の法令に修正が加えられ、HDZ BiHのリュボ・ベシリッチ（Ljubo Bešlić）が市長に選出された。
2004年にモスタル市に関する法令が採択され、モスタルの中心部を構成する6つの自治体は公式に統合され１つの自治体としてモスタル市部を構成する自治体となった。現在定められている紋章や市旗もこれに基づいたものである。当時のボスニア・ヘルツェゴビナ上級代表はイギリスのパディ・アシュダウンであったが、法令を進めていた。それ以前は、紛争以前から存在したネレトヴァ川を境界にクロアチア人地区の3つの自治体とボシュニャク人地区の3つの自治体の計6つで構成されていた。この制度はクロアチア人よりも人口の少ないボシュニャク人に有利なものであるが、他の都市ではこのような規定はなく選挙時に議員定数や選挙区と著しい有権者数の違いの関係で問題が起きると言うことで、不公平であるとクロアチア人側から指摘されていた。このことから先の市長不在などの問題も発生したとされている。 2011年、ボスニア・ヘルツェゴビナの憲法裁判所はモスタル市の自治に関する法令はボスニア・ヘルツェゴビナ憲法に反するとして、これを一部改善するよう勧告している。

## 文化
モスタルは芸術、料理、音楽、劇場、博物館、文学など文化的な面でも幅広く優れた物を有している。ヘルツェゴビナの著名な作家や詩人であるアレクサ・シャンティッチ (en) やイヴァン・ジュヴコ、プレドラグ・マトヴェイェヴィッチ (en) 、ヒムゾ・ポロヴィナ (en) などの出身地である。モスタルで行われる文化行事であるダニ・マティツェ・フルヴァツケ(Dani Matice Hrvatske)は重要な行事の一つで、クロアチア政府やボスニア・ヘルツェゴビナ連邦の後援を受けている。夏には "Santic Poetry Evenings "や" Mostar Summer Festival "、" Festival of Bosnia and Herzegovina choirs / ensembles "等の詩や音楽などの文化的な行事が開催されている。"Melodije Mostara"と呼ばれる音楽イベントは1995年以来行われている他、クロアチア国立劇場が組織するモスタルスカ・リスカ(Mostarska Liska)やモスタル・ユースシアターが組織する国際的な詩のフェスティバルも行われ、文化的な行事が幅広く行われている。

### 建築物
15世紀後半から19世紀後半にかけてオスマン帝国の領域下にあったモスタルではオスマン時代の建築群とその後のオーストリア・ハンガリー帝国支配時に建てられた外国の影響を受けた建築群が、巧みに結合している。オーストリア・ハンガリー時代、モスタルの市議会とオーストリア・ハンガリー帝国は協力し都市計画の改良の手段としてネレトヴァ川西岸で広い通りや区画整理を課し、インフラや通信、住宅の整備に投資を行っており、インフラの整備が進みモスタルの東西は結び付くようになっている。注目に値する物はサラエヴォの建築家ヨシプ・ヴァンツァシュ (en) が設計した行政の建物や1902年にフランティシェク・ブラジェク (en) が設計したギムナジウムが含まれる。
1948年から1974年にかけて工業を基礎に金属加工工場や綿織物工場、アルミニウムプラントなどが整備されていった。その結果、労働者人口が増加しモスタルの人口は1945年の18,000人から1980年には100,000人へと増大した。ネレトヴァ川東岸ではインフラの整備が不十分だったため、西岸で大規模な住宅団地の建設が進むことになった。この間、現代的なプレハブやモジュール化された大量に供給できる建物が支持されていた。機能的な商業ビルは歴史的な建物が残る東岸でも現れ始め、オスマン期から残ってい建物を置き換えていった。一方で1970年代から1980年代にかけての安定した経済下では海外からの投資も進みその結果、都市の文化財の再建や保護が一層と進められていった。モスタル旧市街を保存する、持続可能な経済的な計画は自治体により実行されアドリア海沿岸からは多くの観光客を集客し、都市の経済に活力を与えた。この10年計画の結果、モスタルは1986年にアーガー・ハーン建築賞を受賞している。スタリ・モスト建築の前に試験的に造られたと言われる単一アーチの石橋クリヴァ・チュプリヤ(Kriva Ćuprija)は1558年、オスマンの建築家チェイヴァン・ケトホダ(Ćejvan Kethoda)により築かれ、1566年に完成している。チェイヴァン・チェハイ・モスク (Ćejvan Ćehajina džamija)は1552年に建てられたモスタルでは一番古いモスクで、後にマドラサが同じ敷地内に建てられている。バザールは鍛冶屋にちなみ、クユンジルク(Kujundžiluk)と名付けられ現在では絵画の他、スタリ・モストを模した銅や青銅の彫刻、ザクロや杖などが売られている。コスキ・メフメド・パシャ・モスク(Koski Mehmed-Pašina Džamija)は1617年に建てられ見学者には開放されている。見学者は入場や写真の撮影は無料である。ミナレットも一般に開放され、モスク内から入ることが出来る。モスク周辺はテパ市場(Tepa)でオスマン時代より賑やかなバザールである。現在ではほとんど、ヘルツェゴヴィナ産の生鮮品を扱っておりイチジクやザクロは広く一般的に扱われている。地元の蜂蜜などもまたヘルツェゴヴィナ地域では有名である。

### 食文化
モスタルの郷土料理は西洋とオリエント両方の要素が調和されている。伝統的なモスタルの食べ物は長年のオスマン支配からトルコや中近東、他の地中海地域の料理と関連している。しかしながら、その後のオーストリア支配から中央ヨーロッパの影響も受けている。
バルカン半島ではお馴染みの料理であるチェヴァプチチ、ブレク、サルマ、ヤプラク、ムサカ、ドルマなどはここモスタルでも一般的で、バクラヴァやミルヒライスなどのデザートも味わうことが出来る。

## みどころ
モスタルはボスニア・ヘルツェゴビナにとっては重要な観光地となっており、鉄道や長距離バス、チャーター便などによって多くの国内、海外の観光客を受け入れている。スタリ・モストを中心とした旧市街はモスタルではもっとも良く知られた観光地である。モスタルにはこれ以外にも、Ordinariateや残存する初期キリスト教のクリムバシリカ、オスマン時代のハンマーム（公共浴場）、時計塔（サハット・クラ,sahat kula）、シナゴーグ（1889年）とユダヤ教徒の共同墓地、多くの教会、モスク類、フランシスコ会修道院、16〜19世紀にかけてのオスマン居住地、曲がった橋を意味する古い橋であるクリヴァ・チュプリヤ"Kriva Ćuprija"、タラとハレビヤの塔などが注目に値する。第二次世界大戦時のパルチザンを記念したモニュメントもモスタルのもう一つのシンボルである。モニュメントはセルビア人建築家ボグダン・ボグダノヴィッチによりデザインされた。カトリックの巡礼地であるメジュゴリェだけでなく、モスタル郊外のブラガイのダルヴィーシュの修道院テキヤ(Tekija)も同様に信者や観光客が訪れ、ブラガイ要塞（ステイェパン・グラード）などもある。またモスタル周辺部は自然が豊富にあり、遺跡も多い。

## 教育
モスタルには19の高校と24の初等学校がある。高校の中には16の職業訓練校と3つのギムナジウムが含まれる。大学はドジェマル・ビイェディッチ・モスタル大学 ("Džemal Bijedić") とユナイテッド・ワールド・カレッジが立地する。

## 人口動態
モスタルは政治的な統制もクロアチア人とボシュニャク人の二つの民族によって都市は分かれている。モスタルのセルビア人は紛争中、町から追われたが少数は現在も残っている。紛争終結以来、市政は民族間の平等に注意深く配慮し慎重に行われている。クロアチア人とボシュニャク人の大部分はネレトヴァ川を挟み別々に生活している。
- 1981年
  - クロアチア人 - 36,927人 (33.5%)
  - ボシュニャク人・ムスリム系 - 34,247人 (31.0%)
  - セルビア人 - 20,271人 (18.4%)
  - ユーゴスラビア人 - 16,509人 (15.0%)
  - その他 - 2,423人 (2.2%)
  - 合計 - 110,377人

- 1991年
  - ボシュニャク人・ムスリム系 - 43,930人 (34.9%) [26]
  - クロアチア人 - 42,648人 (33.8%)
  - セルビア人 - 23,909人 (19.0%)
  - ユーゴスラビア人 - 12,654人 (10.0%)
  - その他 - 2,925人 (2.3%)
  - 合計 - 126,066人

## 地区
Bačevići, Banjdol, Blagaj（ブラガイ）, Bogodol, Buna, Cim, Čule, Dobrč, Donja Drežnica, Donji Jasenjani, Dračevice, Gnojnice, Goranci, Gornja Drežnica, Gornje Gnojnice, Gornji Jasenjani, Gubavica, Hodbina, Humilišani, Ilići, Jasenica, Kamena (dio), Kokorina (dio), Kosor, Kremenac, Krivodol, Kružanj, Kutilivač, Lakševine, Malo Polje, Miljkovići, Mostar（モスタル市街）, Orlac, Ortiješ, Pijesci, Podgorani, Podgorje, Podvelež, Polog, Potoci, Prigrađani, Rabina (dio), Raška Gora, Raštani, Ravni, Rodoč, Selište, Slipčići, Sovići, Sretnice, Striževo, Vihovići, Vojno, Vranjevići, Vrapčići, Vrdi, Zijemlje (dio), Željuša, Žitomislići i Žulja.
現在、スルプスカ共和国に属するイストチニ・モスタルは紛争以前はモスタル自治体に含まれていた。

## 経済
モスタルの経済はアルミニウムや金属加工業、農業、石材加工、観光などにより成り立っている。民間部門では中小企業がここ数年、顕著な伸びを示しており積極的なビジネス傾向となっている。いくつかの著名な外資系銀行がモスタルにも支店を置いている。3つのダムがあるモスタルではそれらを基礎にさらなる生産開発が行われる。また、進行中のプロジェクトとして風力の利用や、風車の建設が計画されている。
ボスニア・ヘルツェゴビナ紛争中の1991年から1995年にかけてモスタルでは他の重要な企業が閉鎖や損害、縮小などの影響を受けている。その中には、軍用機を製造するSOKOの工場やタバコ製造工場のFabrika duhana Mostar、食品工業のHepokが含まれる。1981年のモスタルの一人あたりGDPはユーゴスラビア平均の103%であった。

ユーゴスラビア時代からの企業はアルミニィ(Aluminij)だけである。アルミニィはボスニア・ヘルツェゴビナでは有力な企業の一つで、多くの国際的な関係を持つ企業である。毎年安定して収益を上げており、国際的な企業であるダイムラーやフィアットなどと関係を持っていたが、最近ではコスト高や価格の低迷により閉鎖が発表されている。
モスタルは毎年開催される国際経済フェア("Međunarodni sajam gospodarstva")のホストを1997年以来務めている。

## 交通
モスタルには鉄道駅が1カ所とバスターミナルが2カ所あり、バスターミナルの1つは鉄道駅を兼ねている。鉄道はのプロチェと首都サラエヴォを結ぶ路線がモスタルを経由し、サラエヴォやクロアチアのプロチェなどを結ぶ列車が運行されている。列車の運行は数往復程度なので長距離バスに比べると旅客の利用には難がある。モスタルにはM17号線（欧州自動車道路73号線,E73）が通っておりモスタルでは最も重要な幹線道路で、クロアチアのプロチェ港やメトコヴィチ、サラエヴォへ通じている。またこの幹線道路を利用した長距離バスが鉄道駅兼バスターミナルから運行されサラエヴォへ毎日10往復程度運行されている他、クロアチア各都市とも結ばれている。長距離バスはサラエヴォのツェントロトランス社（Centrotrans,ユーロラインズ）、グルデのアウトヘルツ社（Autoherc）、メジュゴリェのグロブトゥアー社（Globtour）等が運行している。ユーゴスラビア時代にはモスタル地域の公共交通を運営していたのはアウトプリイェヴォズ社（Autoprijevoz）で、現在はモスタル市傘下のモスタルバス会社が担っている。モスタルのバスは黄色が特徴で、バスの車両は日本から寄贈されたものである。モスタル南郊のオルティエスにはモスタル国際空港があるが、現在は定期路線はなく主にイタリアなどからのメジュゴリェへの巡礼者や観光客が利用するチャーター便が使用している。

## スポーツ

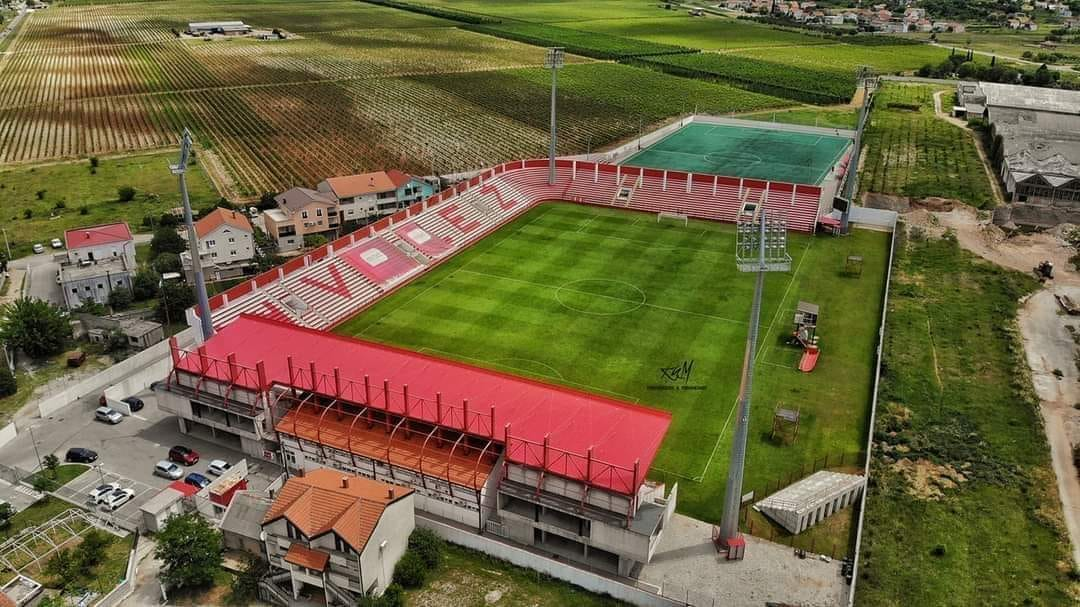
スタディオン・ロジェニ

モスタルで最もポピュラーなスポーツはサッカーである。地元のサッカークラブであるFKヴェレジュ・モスタルはボシュニャク人が、HŠKズリニスキ・モスタルはクロアチア人がサポートしている。ボスニア・ヘルツェゴナ紛争以後、民族別にサポートするチームが異なるようになって来た。両チームともボスニア・ヘルツェゴビナの最上位リーグであるプレミイェル・リーガに参加しており、両チームが対戦する時は激しい試合となる。HŠKズリニスキ・モスタルはビイェリ・ブリイェグスタジアム(Bijeli Brijeg)を、FKヴェレジュ・モスタルはスタディオン・ロジェニ(Rođeni)をそれぞれ本拠地としている。バスケットボールクラブチームのHKKズリニスキ・モスタルは国内リーグでは高いレベルにある。

## 姉妹都市
- スプリト、クロアチア
- クラグイェヴァツ、セルビア

## ゆかりの人物
- ヨシップ・セサル - プロバスケットボール選手
- メホ・コドロ - サッカー指導者・元サッカー選手
- セルゲイ・バルバレス - 元サッカー選手
- ミーザ・テレトヴィッチ - プロバスケットボール選手
- ボヤン・ボグダノヴィッチ - プロバスケットボール選手

## ギャラリー

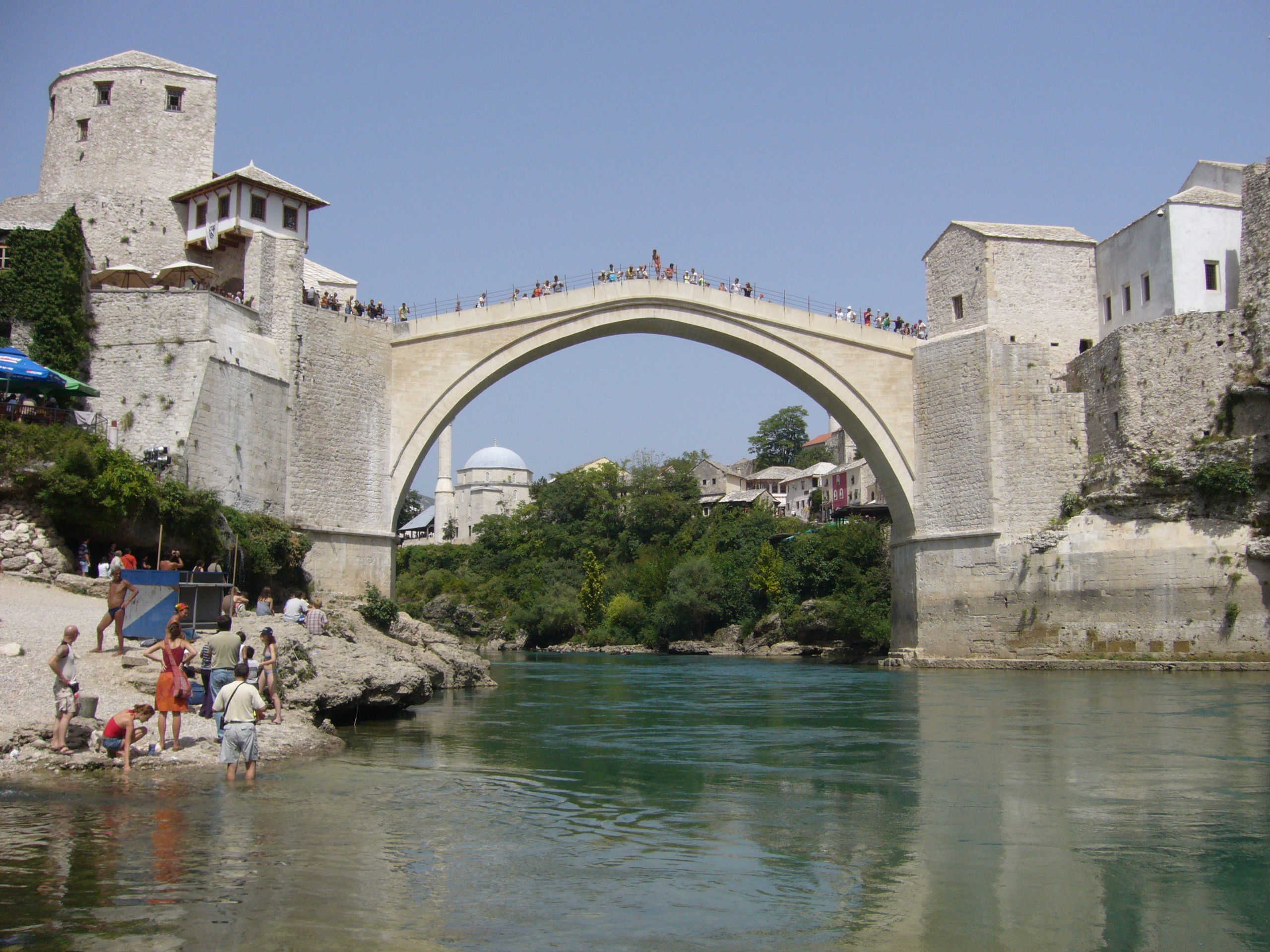
夏のスタリ・モスト
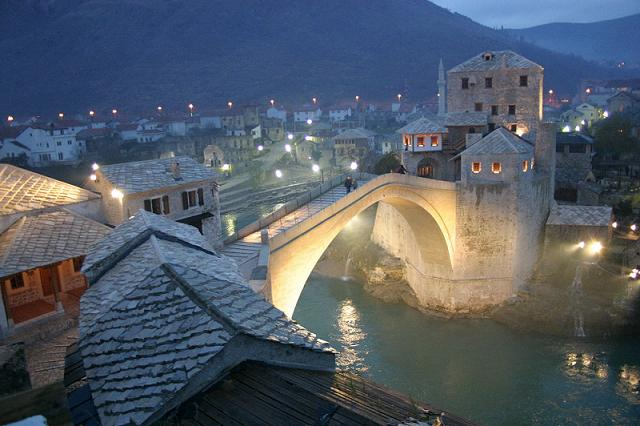
夜のスタリ・モスト
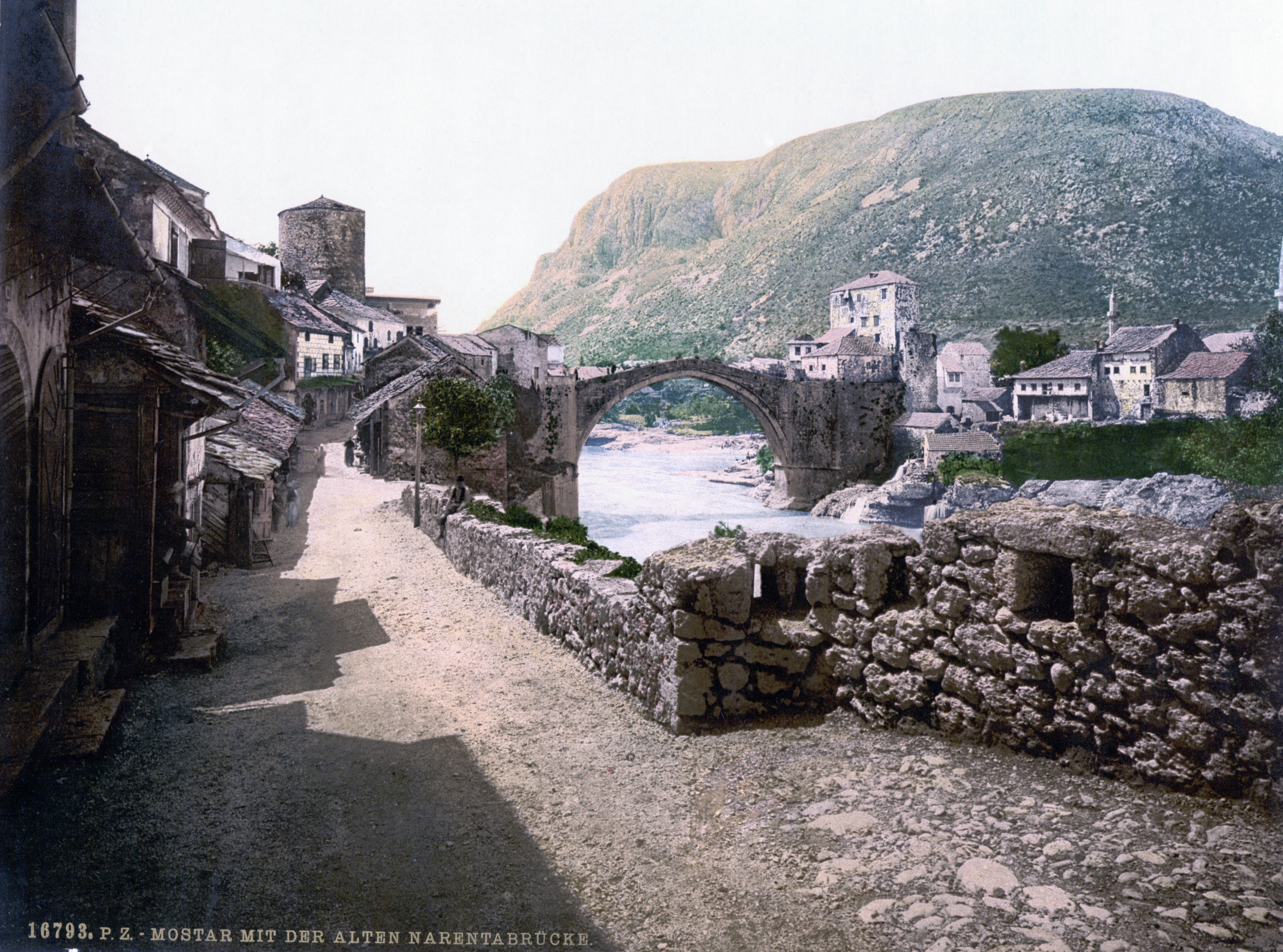
1900年頃のスタリ・モスト
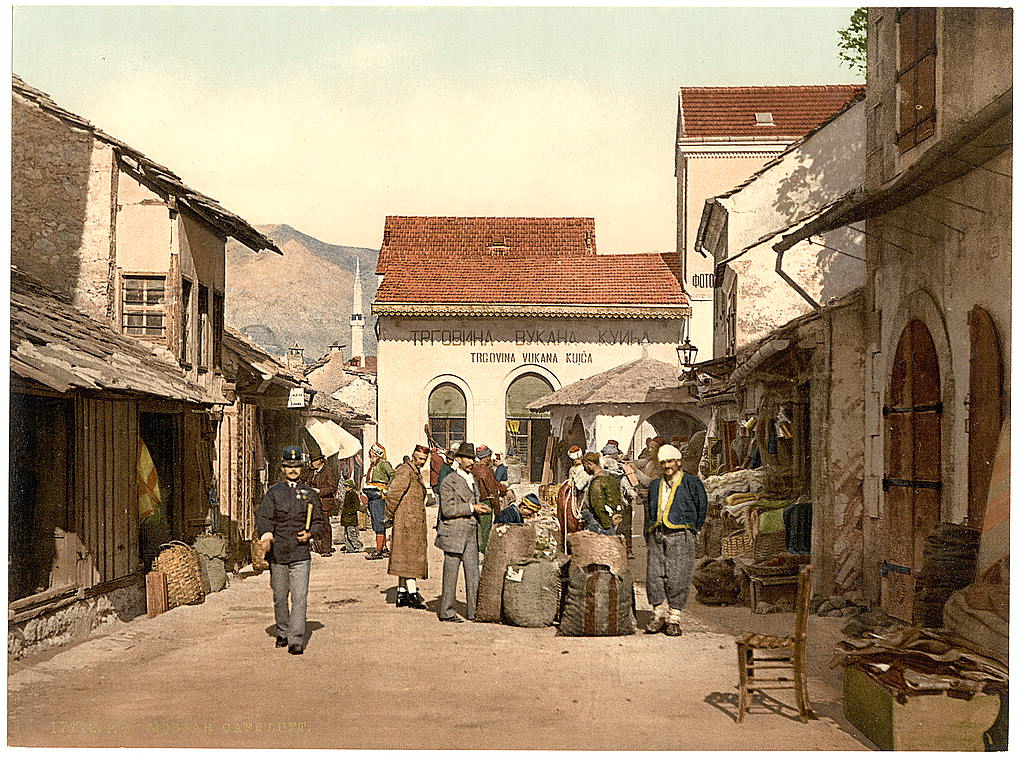
旧市街の様子 1890年-1900年頃
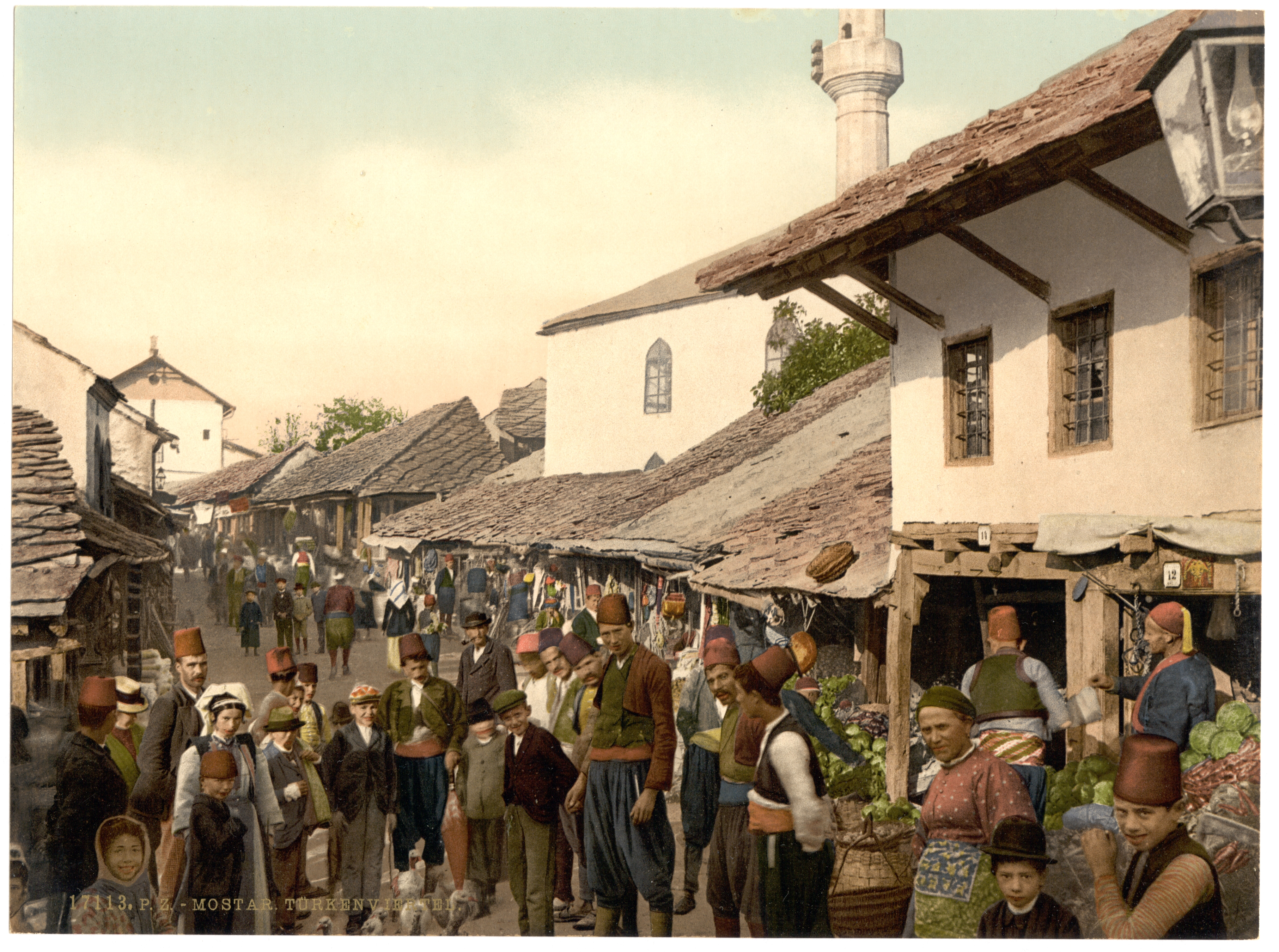
20世紀初めのモスタル旧市街
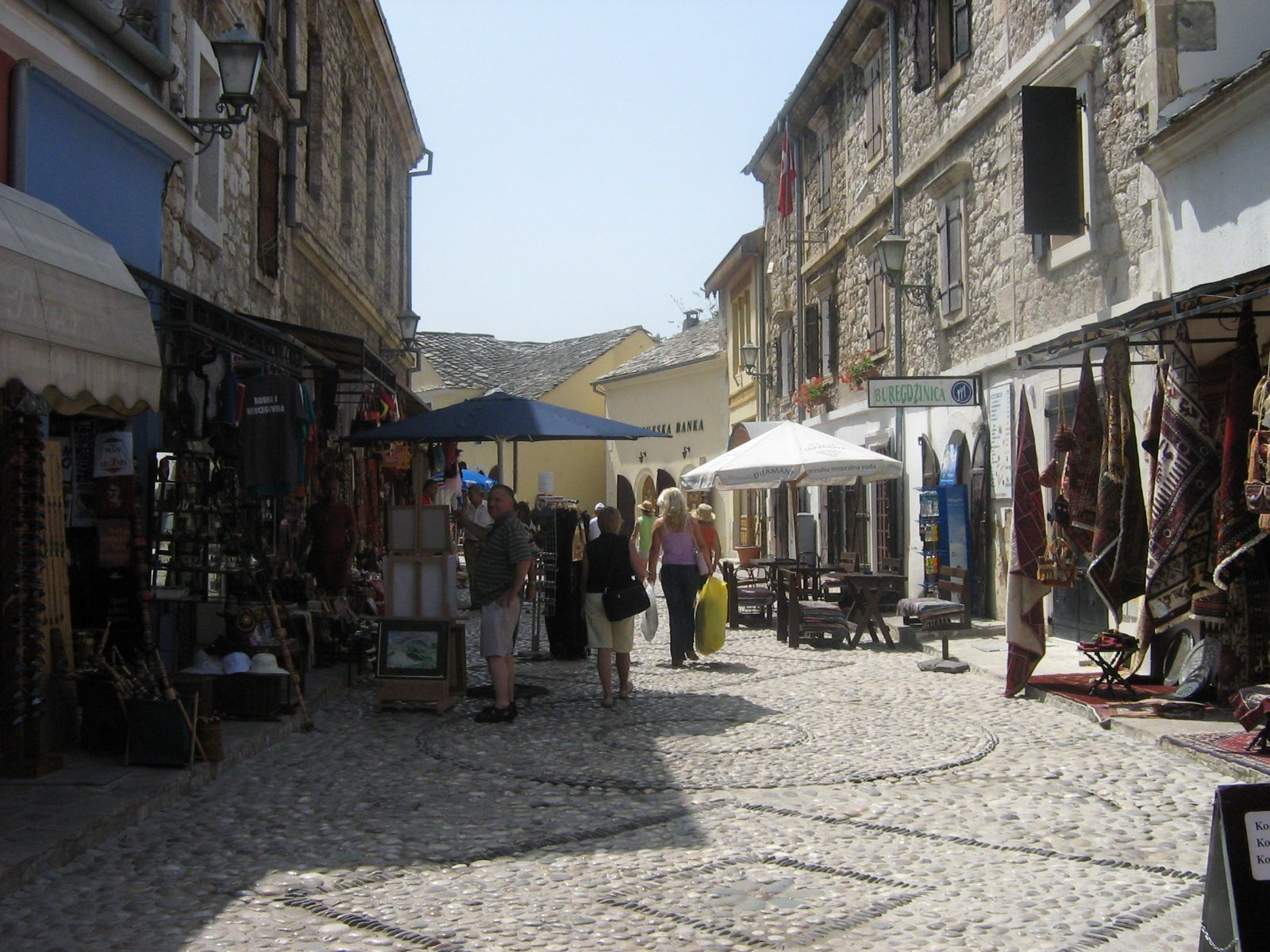
旧市街
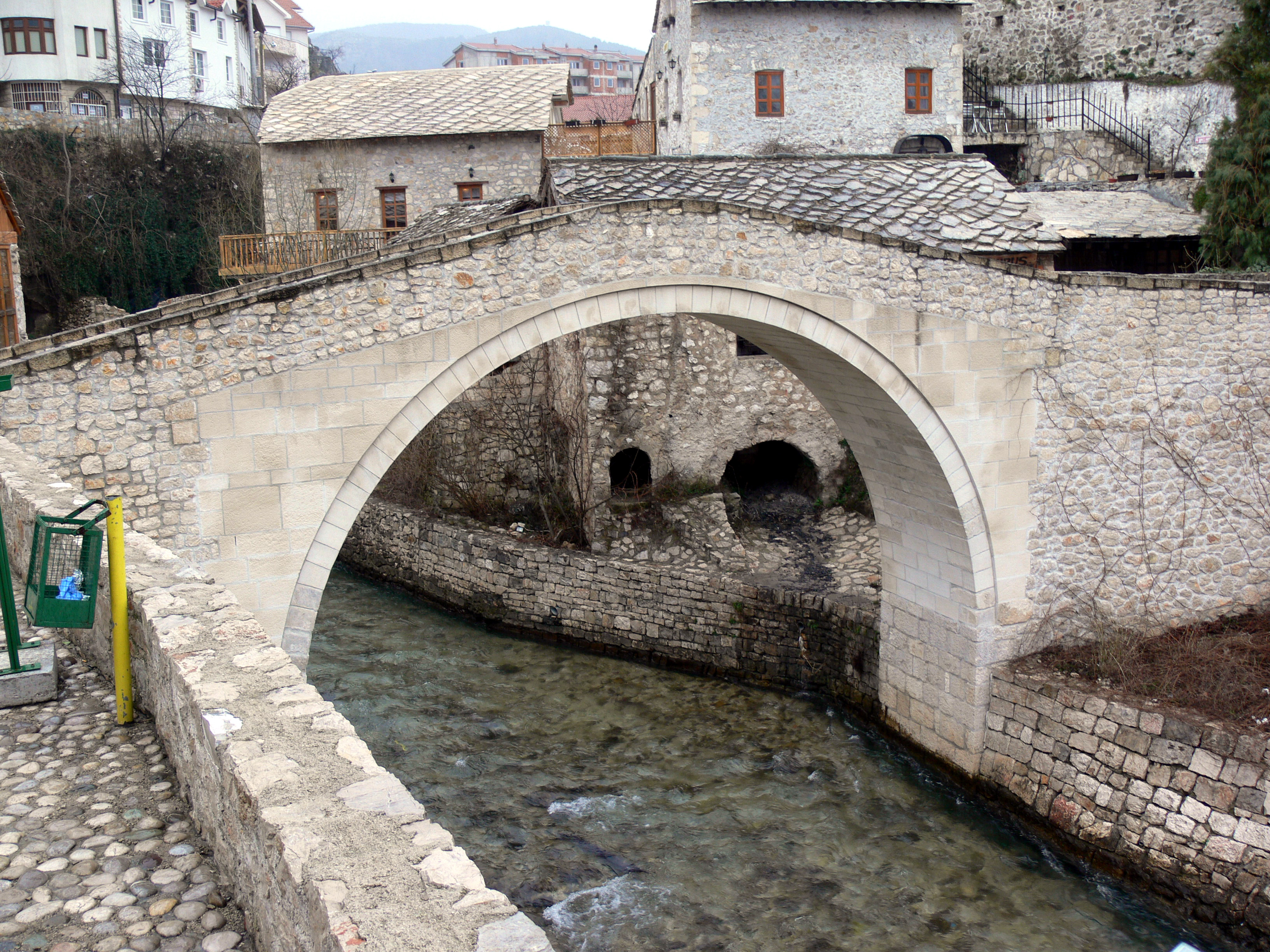
ネレトヴァ川右岸の支流に架かるクリヴァ・チュプリヤ
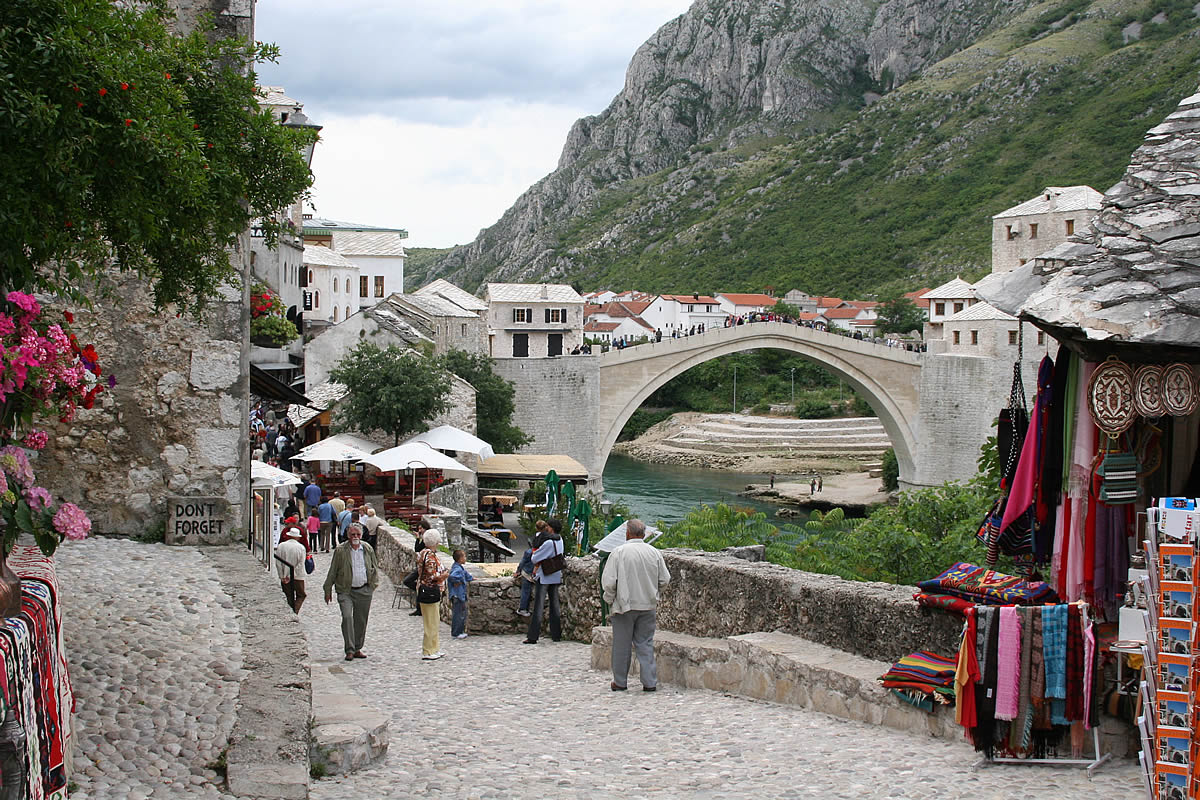
クユンジュルク通りの古い銀細工店
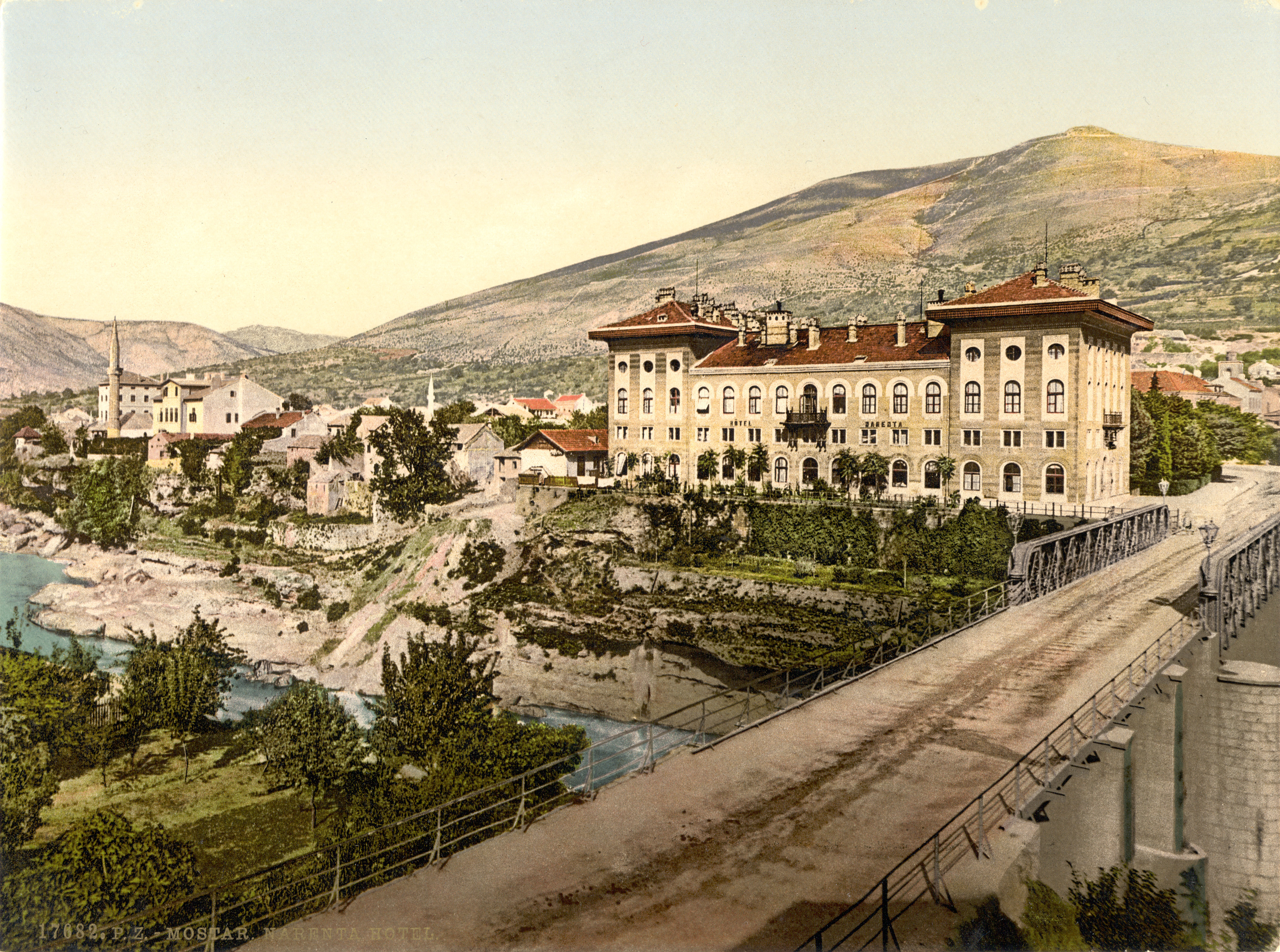
1890年から1900年頃のホテルネレトヴァとムサラ橋
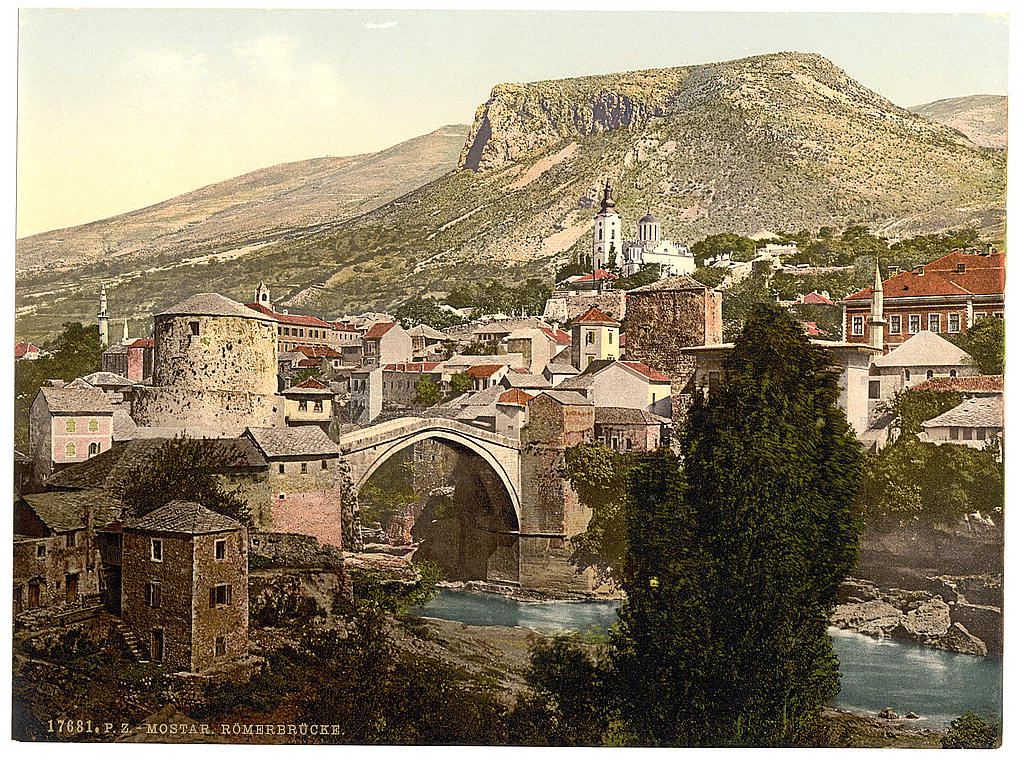
スタリ・モストと会衆派教会 1890年-1900年
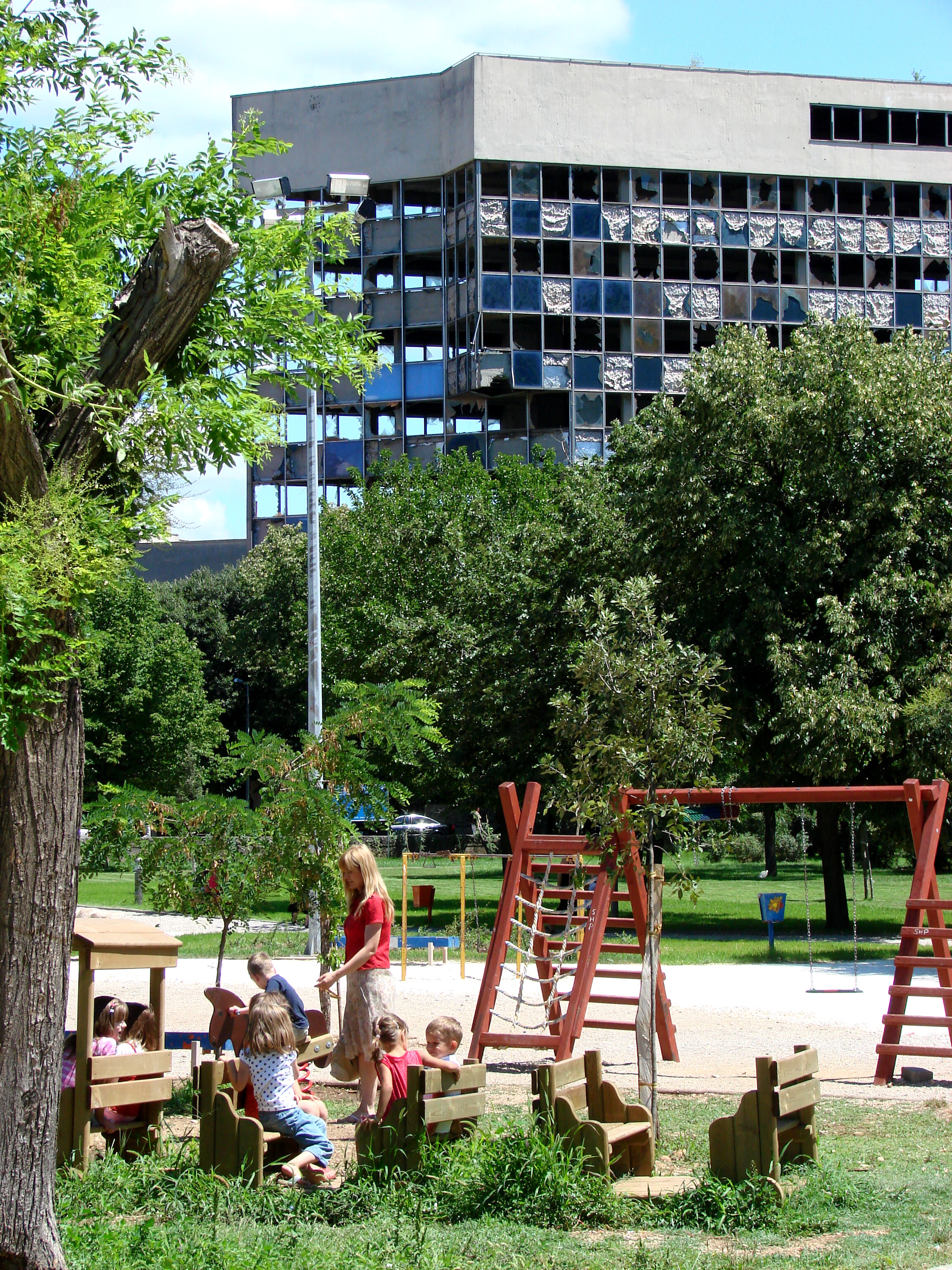
ズリニェヴァツ都市公園
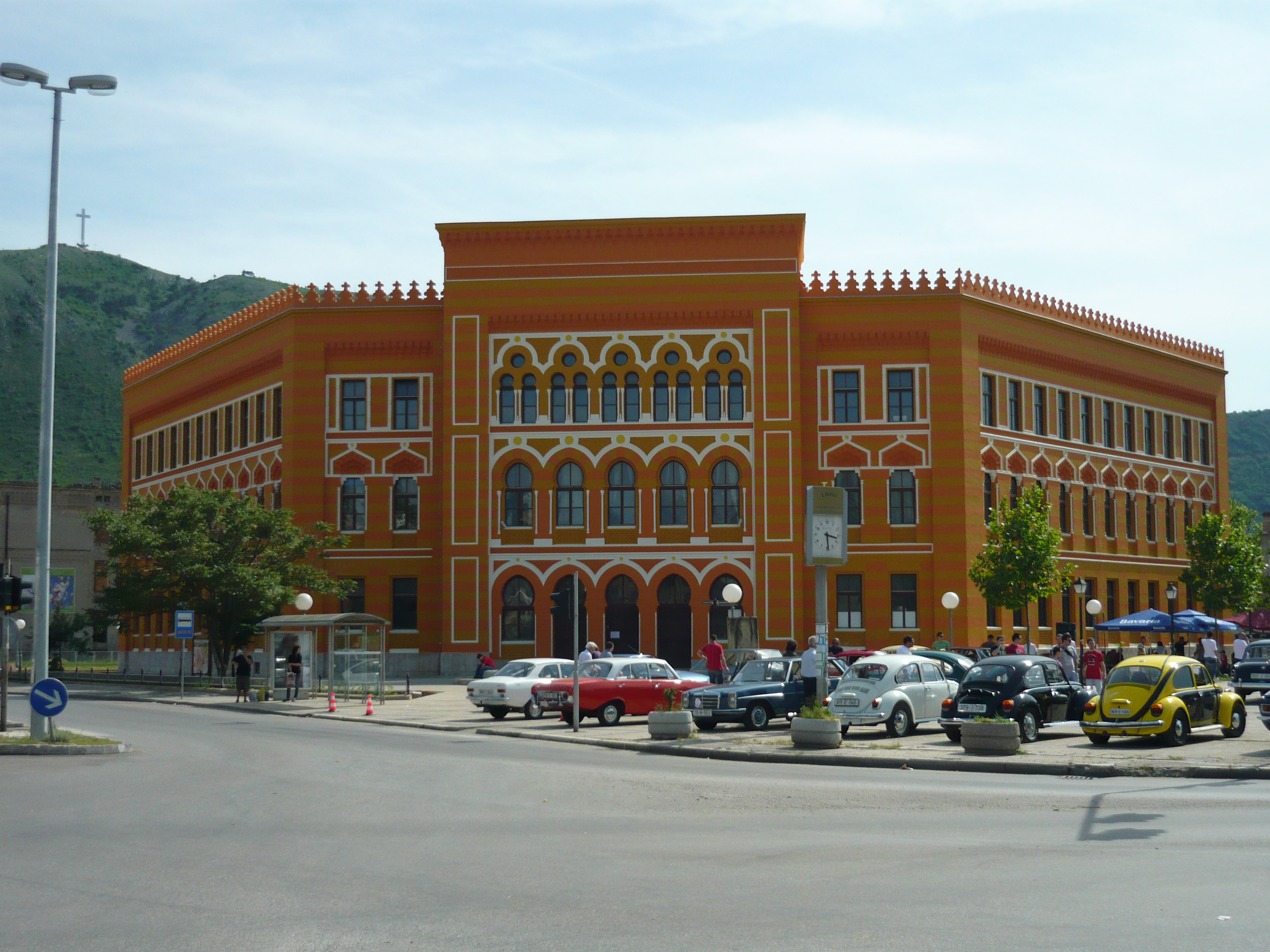
モスタルギムナジウム
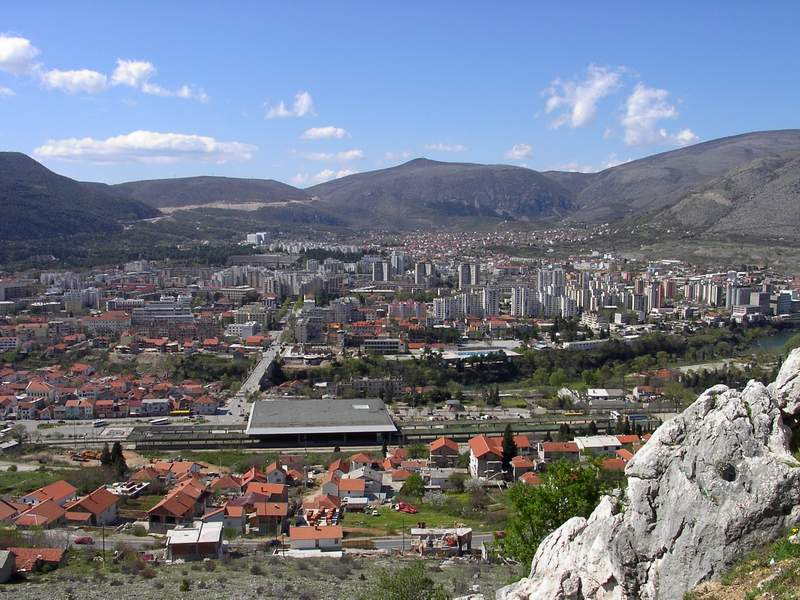
モスタル市街俯瞰
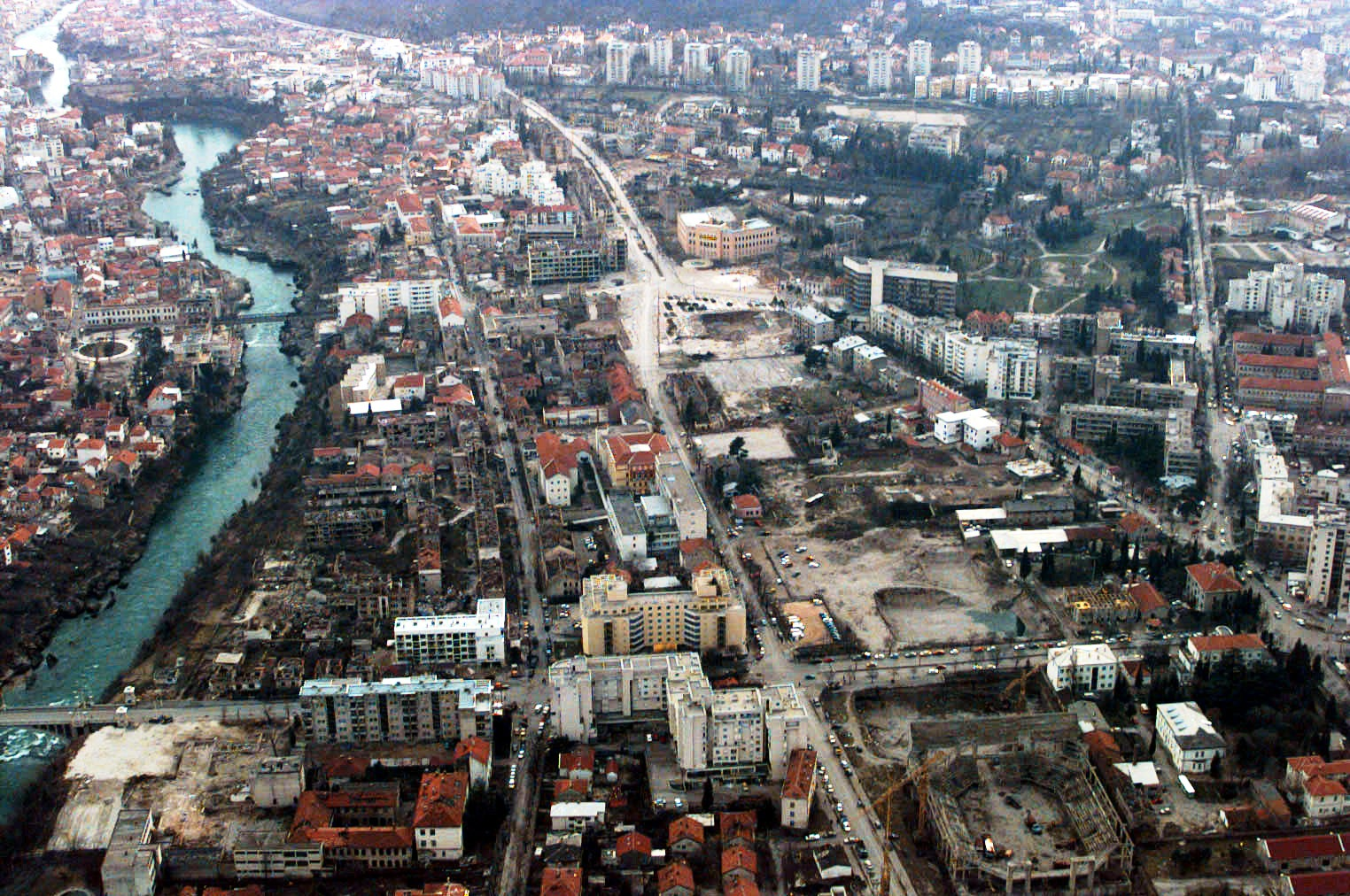
1997年のモスタル